# Milorad Krivokapić (piłkarz wodny)
Milorad Krivokapić (ur. 8 stycznia 1956 w Bijeli) – jugosłowiański piłkarz wodny. W barwach Jugosławii dwukrotny medalista olimpijski.
Mierzący 187 cm wzrostu zawodnik mistrzem olimpijskim był w Los Angeles w 1984 (Jugosławia była jednym z państw komunistycznych, które wzięły udział w olimpiadzie), cztery lata wcześniej Jugosławia zajęła drugie miejsce. W 1986 został mistrzem świata. Reprezentował m.in. barwy Partizana Belgrad.